# Matt Selman
Matthew "Matt" Selman (Watertown, Massachusetts, 9 de setembro de 1971) é um escritor e produtor norte-americano. Selman nasceu em Massachusetts, ele estudou na Universidade da Pensilvânia. Selman, em seguida, se juntou à equipe para escrever a série conhecida Os Simpsons, onde ele permaneceu, para o cargo de produtor executivo. Ele escreveu também numerosos episódios da série, incluindo "Natural Born Kissers", "Behind the Laughter", "Trilogy of Error", "Simpsons Bible Stories" (pelo qual ganhou um Prêmio Annie), "The Dad Who Knew Too Little" (pelo qual ganhou um prêmio no Writers Guild of America Award) em 2007.

## Os Simpsons
Em 1997, Selman se juntou à equipe de roteiristas da série Os Simpsons, onde permaneceu, chegando ao cargo de produtor executivo. Ele co-escreveu 28 episódios do show, incluindo "Natural Born Kissers", que o criador do show Matt Groening listou como seu oitavo episódio favorito em 2000. "Behind the Laughter", "Trilogy of Error", "Sky Police" e "The Food Wife". Ele também co-escreveu a adaptação cinematográfica de 2007 do programa, bem como co-escreveu os videogames The Simpsons: Road Rage, The Simpsons Hit and Run e The Simpsons Game.